# Aeroportul Söderhamn
Aeroportul Söderhamn (IATA: SOO, ICAO: ESNY) este un aeroport din Söderhamn, Regiunea Gävleborg, Suedia.
Situat la o altitudine de 27 m, aeroportul dispune de 2 piste.

## Infrastructură

### Piste
Aeroportul dispune de 2 piste. Pista are orientarea 30/12. Pista are orientarea 03/21. 